# Beatrijs (hoorspel)
Beatrijs is een hoorspel naar de gelijknamige anonieme berijmde Marialegende Beatrijs uit de 14e eeuw. De NCRV zond het uit op vrijdag 9 oktober 1970 (met een herhaling op  maandag 7 juli 1980), met muzikale omlijsting op luit door Hans Verzijl. De regisseur was Johan Wolder. De uitzending duurde 52 minuten.

## Rolbezetting
- Els Buitendijk (Beatrijs)
- Jeroen Krabbé (de jongelinck)
- Tine Medema (de weduwe)
- Mieke Lelieveld (de engel)
- Ingeborg Uyt den Boogaard (de abdis)
- Martin Simonis (de hemelbode)
- Paul van der Lek (de abt)
- Hans Karsenbarg & Corry van der Linden (de vertellers)

## Inhoud
Het gedicht van de non Beatrijs, die kosteres van haar klooster is, verhaalt hoe Beatrijs overmand door liefde, zich uit het klooster laat ontvoeren door een jongeling, die zij nog uit haar jeugd kent. Ze beleven samen zeven gelukkige jaren, krijgen twee kinderen, maar als het geld op raakt, laat de jongeman haar in de steek. Beatrijs moet nu als prostituee in haar eigen onderhoud en dat van haar kinderen voorzien. Zeven jaar lang houdt ze dit leven vol, dagelijks biddend tot Maria en de Mariagetijden opzeggend. Dan wordt ze door berouw overmand en keert ze al bedelend met haar kinderen terug naar de streek van haar vroegere klooster. Daar hoort ze dat de kosteres nog steeds in het klooster is en in drie achtereenvolgende visioenen wordt ze aangespoord haar vroegere taak weer te hervatten. Dan blijkt dat Maria al die jaren haar plaats ingenomen heeft.